# ابراهیم بن صالح تازروالتی
ابراهیم بن صالح تازَروالتی (؟ -۱۹۴۳) فقیه مالکی تونسی بود. برای آموزش به مدرسه‌های گوناگونی منتقل شد. مدرس طریقت درقاویه بود. شرح الهمزیه، شرح البردة، شرح القصیدة الدالیة الوفائیه را نگاشت. بیش از ۹۰ سال زیست.